# Liste des sites classés et inscrits de la Haute-Garonne

Le département de la Haute-Garonne en rouge sur la carte

Cet article recense les sites classés et inscrits de la Haute-Garonne, en France.

## Statistiques
En 2024, la Haute-Garonne compte 157 sites protégés :
- 59 sites classés
- 98 sites inscrits

## Listes

### Sites classés
La liste suivante recense les sites classés de la Haute-Garonne.
Les sites peuvent être classés suivant un ou plusieurs critères : artistique, pittoresque, scientifique, historique, légendaire (ou tout critère).
| Site                                                                    | Communes | Date              | Superficie (ha) | Critères et notes | Coordonnées                 | Photo |
| ----------------------------------------------------------------------- | --- | ----------------- | --------------- | --- | --------------------------- | ----- |
| Bastion des Frontignes                                                  | Antichan-de-Frontignes | 27 avril 1927     | 2,55            | | 42° 58′ 15″ N, 0° 39′ 58″ E |       |
| Grotte de Gourgue et terrains avoisinants                               | Arbas | 27 mai 1927       | 4,41            | | 42° 58′ 53″ N, 0° 53′ 53″ E |       |
| Canal du Midi                                                           | Auzeville-Tolosane, Avignonet-Lauragais, Ayguesvives, Castanet-Tolosan, Deyme, Donneville, Gardouch, Montesquieu-Lauragais, Montgiscard, Péchabou, Pompertuzat, Ramonville-Saint-Agne, Renneville, Saint-Rome, Toulouse, Vieillevigne | 4 avril 1997      | 1 647,59        | Historique, pittoresque et scientifique Le site s'étend également sur les départements de Aude et de l'Hérault. Il comprend l'intégralité du canal, depuis Toulouse jusqu'à l'étang de Thau, et à Toulouse le canal de Brienne. Le canal du Midi est inscrit au patrimoine mondial. | 43° 27′ 29″ N, 1° 34′ 41″ E |       |
| Paysages du canal du Midi                                               | Auzeville-Tolosane, Avignonet-Lauragais, Ayguesvives, Castanet-Tolosan, Deyme, Donneville, Gardouch, Labège, Montesquieu-Lauragais, Montgiscard, Péchabou, Pompertuzat, Ramonville-Saint-Agne, Renneville, Saint-Rome, Vieillevigne   | 25 septembre 2017 | 18 276,61       | Historique, pittoresque et scientifique Le site s'étend également sur les départements de Aude et de l'Hérault. Il concerne des terrains situés de part et d'autre du site classé précédent. Le canal du Midi est inscrit au patrimoine mondial.                                    | 43° 28′ 01″ N, 1° 33′ 50″ E |       |
| Buvette du pré et terre-plain avec le rideau de sapins                  | Bagnères-de-Luchon | 12 juin 1931      | 0,15            | La buvette est démantelée en 1969. | 42° 47′ 02″ N, 0° 35′ 40″ E |       |
| Ensemble formé par les châlets Spont                                    | Bagnères-de-Luchon | 11 mars 1985      | 0,83            | Les trois châlets sont inscrits au titre des monuments historiques. | 42° 47′ 10″ N, 0° 35′ 34″ E |       |
| Lacs de Vénasque                                                        | Bagnères-de-Luchon | 19 juin 1931      | 15,43           | La protection concerne les trois lacs, les déversoirs qui les relient et le ruisseau du Port de Vénasque, jusqu'à sa confluence avec le ruisseau de la Pique. Il est en quasi-totalité inclus dans le site de l'hospice de France.                                                  | 42° 42′ 30″ N, 0° 38′ 47″ E |       |
| Ruisseau de la Glère, gouffre de Malaplatte, cascade des Demoiselles    | Bagnères-de-Luchon | 10 juin 1931      | 0,59            | | 42° 43′ 34″ N, 0° 37′ 38″ E |       |
| Séquoia et cèdre du parc des Quinconces                                 | Bagnères-de-Luchon | 18 juin 1931      | 0,06            | | 42° 47′ 05″ N, 0° 35′ 42″ E |       |
| Site de l'hospice de France                                             | Bagnères-de-Luchon | 18 novembre 1991  | 2 074,2         | | 42° 43′ 11″ N, 0° 38′ 55″ E |       |
| Tour de Castelvielh et terrain sur lequel elle est située               | Bagnères-de-Luchon | 2 mai 1927        | 3,43            | | 42° 46′ 03″ N, 0° 36′ 30″ E |       |
| Tour du porche de l'église, ses abords et la place                      | Beauchalot | 10 janvier 1946   | 0,52            | | 43° 06′ 28″ N, 0° 52′ 12″ E |       |
| Orme sur la place de l'Église                                           | Benque-Dessous-et-Dessus | 10 juin 1931      | 0,02            | L'orme, plusieurs fois centenaire lors de son classement, a disparu. | 42° 48′ 54″ N, 0° 33′ 14″ E |       |
| Terrain communal de la coume de Sainte-Anne, près du col des Ares       | Cazaunous | 27 avril 1927     | 9,2             | | 42° 59′ 27″ N, 0° 41′ 48″ E |       |
| Vallée du Lis : terrains communaux près du gouffre d'Enfer              | Cazeaux-de-Larboust | 2 mai 1927        | 298,15          | | 42° 43′ 38″ N, 0° 32′ 18″ E |       |
| Orme sur la place publique                                              | Cier-de-Luchon | 25 avril 1932     | 0               | L'orme a disparu depuis son classement. | 42° 51′ 30″ N, 0° 36′ 05″ E |       |
| Calvaire                                                                | Cintegabelle | 12 août 1914      | 1,31            | | 43° 18′ 45″ N, 1° 32′ 02″ E |       |
| Site de Clermont                                                        | Clermont-le-Fort | 27 décembre 1933  | 4,68            | | 43° 27′ 28″ N, 1° 25′ 53″ E |       |
| Terrains communaux de la moraine                                        | Garin | 27 mai 1927       | 7,3             | | 42° 48′ 24″ N, 0° 30′ 24″ E |       |
| Cascade                                                                 | Juzet-de-Luchon | 9 octobre 1931    | 0,04            | | 42° 48′ 32″ N, 0° 36′ 41″ E |       |
| Ruines du château et parcelle de terrain qui les contient               | Lespugue | 2 mai 1927        | 71,08           | | 43° 13′ 52″ N, 0° 39′ 30″ E |       |
| Tour à signaux et éperon rocheux sur lequel elle se dresse              | Marignac | 26 mars 1943      | 0,12            | | 42° 54′ 49″ N, 0° 39′ 48″ E |       |
| Château et parc de Lézat                                                | Marquefave | 19 janvier 1944   | 6,78            | | 43° 19′ 11″ N, 1° 14′ 52″ E |       |
| Église, cimetière, place avec son ormeau                                | Mayrègne | 13 septembre 1943 | 0,13            | L'église est inscrite au titre des monuments historiques. | 42° 50′ 31″ N, 0° 32′ 25″ E |       |
| Panorama du Kiosque, table d'orientation                                | Mayrègne | 13 décembre 1932  | 0,2             | | 42° 50′ 12″ N, 0° 32′ 54″ E |       |
| Cascade du Sériail et abords                                            | Melles | 2 mai 1927        | 0,96            | | 42° 52′ 00″ N, 0° 44′ 58″ E |       |
| Jardin des Cascades                                                     | Montauban-de-Luchon | 12 juin 1931      | 1,6             | | 42° 47′ 34″ N, 0° 36′ 45″ E |       |
| Plateau du Tucol                                                        | Muret | 3 juin 1932       | 0,59            | | 43° 26′ 28″ N, 1° 19′ 47″ E |       |
| Cale d'Oô                                                               | Oô | 13 mars 1935      | 0,01            | Bloc erratique | 42° 48′ 07″ N, 0° 30′ 26″ E |       |
| Haute vallée du Louron                                                  | Oô | 14 janvier 1998   | 5 370,5         | | 42° 44′ 32″ N, 0° 25′ 27″ E |       |
| Lac et parties communales de ses rives                                  | Oô | 2 mai 1927        | 680,59          | | 42° 44′ 37″ N, 0° 29′ 47″ E |       |
| Ormes du cimetière                                                      | Oô | 19 juin 1931      | 0,02            | Les deux ormes ont disparu depuis leur classement. | 42° 47′ 55″ N, 0° 30′ 23″ E |       |
| Château et parc français                                                | Palaminy | 23 janvier 1943   | 5,2             | Le château est inscrit au titre des monuments historiques. | 43° 12′ 10″ N, 1° 04′ 03″ E |       |
| Maison de sainte Germaine et ses abords                                 | Pibrac | 25 février 1976   | 12,9            | | 43° 37′ 48″ N, 1° 15′ 58″ E |       |
| Château Bertier et ses abords                                           | Pinsaguel, Portet-sur-Garonne | 13 juin 1989      | 111,1           | Le château est inscrit au titre des monuments historiques | 43° 30′ 38″ N, 1° 24′ 00″ E |       |
| Parcelles de terrain près du col de Portet-d'Aspet                      | Portet-d'Aspet | 27 avril 1927     | 1,02            | | 42° 56′ 43″ N, 0° 51′ 13″ E |       |
| Calhau d'Arriba-Pardin                                                  | Poubeau | 13 mars 1935      | 0               | Bloc erratique | 42° 48′ 46″ N, 0° 29′ 59″ E |       |
| Abords de l'église                                                      | Poucharramet | 28 septembre 1977 | 4,21            | L'église est classée au titre des monuments historiques. | 43° 24′ 57″ N, 1° 10′ 30″ E |       |
| Ensemble formé par la rigole de la plaine et la rivière le Laudot       | Revel, Saint-Félix-Lauragais, Vaudreuille | 16 octobre 2001   | 243,15          | Historique, pittoresque et scientifique Le site s'étend également sur les départements de Aude et de l'Hérault. Les rigoles acheminent l'eau de la montagne Noire vers le canal du Midi ; ce dernier forme un site inscrit au patrimoine mondial.                                   | 43° 25′ 15″ N, 1° 57′ 59″ E |       |
| Paysages du système d'alimentation du canal du Midi                     | Revel, Saint-Félix-Lauragais, Vaudreuille | 13 janvier 2022   | 3 892,36        | Historique, pittoresque et scientifique Le site s'étend également sur les départements de l'Aude et du Tarn. Il concerne des terrains situés de part et d'autre du site classé précédent.                                                                                           | 43° 24′ 23″ N, 1° 59′ 46″ E |       |
| Ruines du château                                                       | Roquefort-sur-Garonne | 27 mai 1927       | 6,3             | | 43° 10′ 03″ N, 0° 58′ 37″ E |       |
| Église et cimetière                                                     | Saccourvielle | 18 juin 1943      | 0,03            | L'église est classée au titre des monuments historiques. | 42° 48′ 56″ N, 0° 33′ 45″ E |       |
| Pâturages communaux situés sur le plateau de Superbagnères à Arbesquens | Saint-Aventin | 27 avril 1927     | 217,63          | | 42° 45′ 50″ N, 0° 34′ 34″ E |       |
| Site de Saint-Bertrand-de-Comminges et Valcabrère                       | Saint-Bertrand-de-Comminges, Valcabrère | 29 mars 2010      | 537,09          | Le site s'étend également sur la commune de Sarp dans les Hautes-Pyrénées. | 43° 01′ 34″ N, 0° 34′ 33″ E |       |
| Cascade Sidonie                                                         | Saint-Mamet | 19 juin 1931      | 0,03            | | 42° 46′ 13″ N, 0° 37′ 14″ E |       |
| Château                                                                 | Saint-Martory | 23 septembre 1942 | 0,64            | bande de terrain de 5 m de largeur longeant la rive droite de la Garonne | 43° 08′ 25″ N, 0° 55′ 34″ E |       |
| Terrain communal près du col des Ares                                   | Saint-Pé-d'Ardet | 27 avril 1927     | 12,3            | | 42° 59′ 12″ N, 0° 41′ 09″ E |       |
| Terrain communal près de l'entrée de la grotte de Chac                  | Saleich | 27 mai 1927       | 22,21           | | 43° 02′ 17″ N, 0° 58′ 10″ E |       |
| Ruines féodales et leurs abords                                         | Salies-du-Salat | 22 septembre 1942 | 2,49            | | 43° 06′ 20″ N, 0° 57′ 40″ E |       |
| Chapelle Saint-Julien et son cimetière                                  | Sarremezan | 12 mars 1946      | 0,17            | | 43° 12′ 51″ N, 0° 39′ 58″ E |       |
| Château de Reynerie et son parc                                         | Toulouse | 25 septembre 1961 | 4,27            | Le château est classé au titre des monuments historiques. | 43° 34′ 20″ N, 1° 23′ 53″ E |       |
| Hôtel-Dieu Saint-Jacques (façade est) et hospice de La Grave            | Toulouse | 27 mai 1932       | 1,88            | L'hôtel-Dieu est classé au titre des monuments historiques. Il est également inscrit au patrimoine mondial comme élément des chemins de Compostelle en France. L'hospice de La Grave est classé au titre des monuments historiques.                                                 | 43° 36′ 04″ N, 1° 26′ 00″ E |       |
| Parc du domaine du Calquet                                              | Toulouse | 25 avril 1974     | 10,6            | | 43° 35′ 45″ N, 1° 22′ 21″ E |       |
| Parc et château Doujat                                                  | Toulouse | 19 mai 1944       | 0,49            | | 43° 36′ 39″ N, 1° 22′ 52″ E |       |
| Place intérieure Saint-Cyprien                                          | Toulouse | 18 avril 1944     | 0,57            | | 43° 35′ 52″ N, 1° 25′ 53″ E |       |
| Place Charles-Laganne et ses abords                                     | Toulouse | 23 mai 1943       | 4,08            | Outre la place, la protection concerne les façades intérieures de l'hôtel-Dieu et le cours Dillon. | 43° 35′ 52″ N, 1° 26′ 11″ E |       |
| Plan d'eau et berges de la Garonne                                      | Toulouse | 22 mars 1988      | 47,7            | La protection concerne la Garonne entre le pont Saint-Michel et le pont des Catalans. Elle inclut les quais, les escaliers, les rentrants des ports de la Daurade, Saint-Pierre et Saint-Cyprien, et les ponts Neuf, Saint-Pierre et des Catalans.                                  | 43° 35′ 57″ N, 1° 26′ 10″ E |       |
| Pont-Neuf et vestiges de ponts plus anciens                             | Toulouse | 21 avril 1932     | 0,71            | | 43° 35′ 57″ N, 1° 26′ 20″ E |       |
| Terrains communaux situés en bordure du chemin des Étroits              | Toulouse, Vieille-Toulouse | 27 mai 1927,      | 0,74            | La protection fait l'objet de deux arrêtés distincts, pris le même jour, pour chacune des communes. Elle concerne plusieurs terrains distincts, répartis le long du chemin des Étroits entre les pons d'Empalot et Vieille-Toulouse.                                                | 43° 32′ 39″ N, 1° 26′ 17″ E |       |

### Sites inscrits

#### Sites actuels
La liste suivante recense les sites inscrits de la Haute-Garonne en 2024.
| Site                                                                                | Communes                                                                            | Date              | Superficie (ha) | Notes | Coordonnées                 | Photo |
| ----------------------------------------------------------------------------------- | ----------------------------------------------------------------------------------- | ----------------- | --------------- | --- | --------------------------- | ----- |
| Place du village, ruines de l'évêché et abords                                      | Alan                                                                                | 8 mai 1944        | 0,85            | | 43° 13′ 47″ N, 0° 56′ 26″ E |       |
| Defilé de l'Escalère                                                                | Arnaud-Guilhem, Saint-Martory                                                       | 23 septembre 1942 | 29,51           | | 43° 08′ 29″ N, 0° 55′ 27″ E |       |
| Vestiges du pont d'Apas                                                             | Arnaud-Guilhem, Castillon-de-Saint-Martory, Saint-Martory                           | 22 octobre 1942   | 4,37            | | 43° 08′ 00″ N, 0° 55′ 17″ E |       |
| Église, château, fermes et pigeonniers avoisinants, et leurs abords                 | Auzielle                                                                            | 16 mars 1943      | 45,75           | | 43° 32′ 28″ N, 1° 33′ 51″ E |       |
| Manoir de Bachos, sa chapelle et son parc                                           | Bachos                                                                              | 21 septembre 1944 | 2,11            | | 42° 53′ 47″ N, 0° 37′ 05″ E |       |
| Chapelle Notre-Dame-des-Vignes et abords                                            | Bagiry                                                                              | 7 septembre 1943  | 0,28            | | 42° 58′ 22″ N, 0° 37′ 15″ E |       |
| Parc des Quinconces et bosquet des Thermes                                          | Bagnères-de-Luchon                                                                  | 15 décembre 1942  | 19,69           | | 42° 46′ 56″ N, 0° 35′ 43″ E |       |
| Vallée du Lis                                                                       | Bagnères-de-Luchon, Castillon-de-Larboust, Cazeaux-de-Larboust, Saint-Aventin       | 9 juin 1944       | 4 112           | | 42° 43′ 24″ N, 0° 33′ 38″ E |       |
| Lac, ses déversoirs et ses rives                                                    | Barbazan                                                                            | 10 septembre 1943 | 14,62           | | 43° 02′ 15″ N, 0° 37′ 02″ E |       |
| Abords de l'église de Benque-Dessous                                                | Benque-Dessous-et-Dessus                                                            | 28 février 1944   | 0,6             | | 42° 48′ 55″ N, 0° 33′ 15″ E |       |
| Église de Benque-Dessus et ses abords                                               | Benque-Dessous-et-Dessus                                                            | 11 octobre 1943   | 0,49            | | 42° 49′ 05″ N, 0° 33′ 03″ E |       |
| Vallée d'Oueil                                                                      | Benque-Dessous-et-Dessus, Bourg-d'Oueil, Caubous, Saccourvielle, Saint-Paul-d'Oueil | 21 novembre 1977  | 537,35          | | 42° 50′ 02″ N, 0° 32′ 23″ E |       |
| Parc de la villa Green                                                              | Blagnac                                                                             | 14 septembre 1971 | 0,71            | | 43° 37′ 53″ N, 1° 23′ 48″ E |       |
| Église paroissiale et ses abords                                                    | Bourg-d'Oueil                                                                       | 24 avril 1944     | 0,12            | | 42° 51′ 33″ N, 0° 29′ 58″ E |       |
| Château et son parc                                                                 | Brax, Pibrac                                                                        | 9 décembre 1946   | 14,36           | Le château est inscrit au titre des monuments historiques. | 43° 37′ 04″ N, 1° 14′ 38″ E |       |
| Église Saint-Étienne, cimetière de Cazaux-du-Haut et leurs abords                   | Cazaux-Layrisse                                                                     | 6 septembre 1943  | 0,13            | | 42° 52′ 21″ N, 0° 36′ 30″ E |       |
| Ruines de la chapelle Saint-Vincent de Couladère, cimetière et abords               | Cazères                                                                             | 28 décembre 1944  | 2,51            | | 43° 11′ 40″ N, 1° 04′ 39″ E |       |
| Rives de l'Hourride et falaises de la Garonne                                       | Cazères, Couladère                                                                  | 4 janvier 1945    | 7,23            | | 43° 12′ 22″ N, 1° 05′ 19″ E |       |
| Caillaou d'Aguido et abords                                                         | Cier-de-Luchon                                                                      | 12 mars 1943      | 1,05            | Bloc erratique | 42° 51′ 19″ N, 0° 35′ 53″ E |       |
| Village et bords de la Neste d'Oueil                                                | Cirès                                                                               | 3 mars 1944       | 8,82            | | 42° 51′ 12″ N, 0° 30′ 59″ E |       |
| Château de Couladère et son jardin                                                  | Couladère                                                                           | 15 octobre 1945   | 0,17            | | 43° 12′ 05″ N, 1° 05′ 20″ E |       |
| Castera et plateau rocheux sur lequel il est situé                                  | Fos                                                                                 | 11 octobre 1943   | 0,35            | | 42° 52′ 36″ N, 0° 43′ 56″ E |       |
| Pont de bois, place, maisons sur les deux rives, ruelles, chemins, plan d'eau       | Fos                                                                                 | 7 septembre 1943  | 0,92            | | 42° 52′ 26″ N, 0° 44′ 00″ E |       |
| Rocher de Sériail, tour à signaux qui le surmonte et leurs abords                   | Fos, Melles                                                                         | 14 mars 1944      | 3,23            | | 42° 51′ 56″ N, 0° 44′ 57″ E |       |
| Promenade du Picon et ses abords                                                    | Le Fousseret                                                                        | 21 février 1945   | 2,37            | | 43° 16′ 49″ N, 1° 03′ 56″ E |       |
| Butte et ruines du château des Comtes du Comminges                                  | Fronsac                                                                             | 30 octobre 1944   | 0,99            | | 42° 57′ 01″ N, 0° 39′ 02″ E |       |
| Pont du Diable et ses abords                                                        | Gensac-sur-Garonne, Saint-Christaud                                                 | 26 octobre 1944   | 6,63            | | 43° 12′ 14″ N, 1° 06′ 44″ E |       |
| Place centrale, halle et immeubles avoisinants                                      | Grenade                                                                             | 25 octobre 1944   | 0,61            | La halle est classée au titre des monuments historiques. | 43° 46′ 21″ N, 1° 17′ 34″ E |       |
| Église, cimetière et leurs abords                                                   | Lahitère                                                                            | 26 octobre 1944   | 1,22            | | 43° 08′ 18″ N, 1° 11′ 35″ E |       |
| Chapelle Sainte-Radegonde et cimetière                                              | Latoue                                                                              | 21 mai 1953       | 0,2             | | 43° 10′ 49″ N, 0° 46′ 24″ E |       |
| Les Quatres Pins                                                                    | Lavalette                                                                           | 27 octobre 1943   | 4,13            | | 43° 38′ 20″ N, 1° 35′ 45″ E |       |
| Allée de pins parasol et parc du domaine de l'Escalette                             | Léguevin, Pibrac                                                                    | 15 février 1945   | 7,08            | | 43° 36′ 10″ N, 1° 16′ 20″ E |       |
| Église et cimetière                                                                 | Lespinasse                                                                          | 21 mai 1953       | 0,18            | | 43° 42′ 21″ N, 1° 23′ 10″ E |       |
| Gorges de la Save                                                                   | Lespugue, Montmaurin                                                                | 5 novembre 1945   | 111,98          | | 43° 14′ 01″ N, 0° 39′ 36″ E |       |
| Butte du cimetière de Castera                                                       | Lestelle-de-Saint-Martory                                                           | 3 mars 1944       | 1,72            | | 43° 07′ 22″ N, 0° 54′ 46″ E |       |
| Pont romain, plan d'eau et rives de la Noue                                         | Mancioux                                                                            | 16 septembre 1942 | 4,49            | | 43° 09′ 38″ N, 0° 57′ 09″ E |       |
| Château et ses abords immédiats                                                     | Marignac                                                                            | 30 octobre 1944   | 1,21            | | 42° 54′ 45″ N, 0° 39′ 27″ E |       |
| Rive droite de la Garonne, son cours, pont et abords du ruisseau de l'Eaudonne      | Marquefave                                                                          | 19 janvier 1944   | 6,83            | | 43° 19′ 13″ N, 1° 14′ 47″ E |       |
| Boulevard circulaire                                                                | Martres-Tolosane                                                                    | 16 février 1954   | 8,34            | Le boulevard circulaire consiste en les boulevards du Nord et de la Magdeleine, et entoure le centre du village. Le site protégé est étendu le 30 août 1977, principalement vers l'ouest (avenue des Pyrénées) et l'est (rue Saint-Roch). | 43° 11′ 56″ N, 1° 00′ 38″ E |       |
| Abords de l'église et du cimetière                                                  | Mayrègne                                                                            | 13 septembre 1943 | 1,62            | L'église est inscrite au titre des monuments historiques. Elle forme également un site classé. | 42° 50′ 29″ N, 0° 32′ 26″ E |       |
| Château et ses abords                                                               | Mayrègne                                                                            | 11 octobre 1943   | 0,88            | La tour, seul vestige du château, est inscrit au titre des monuments historiques. | 42° 50′ 38″ N, 0° 32′ 19″ E |       |
| Ruines de la chapelle Sainte-Matrone et abords (prairies et bois)                   | Mazères-sur-Salat                                                                   | 19 juin 1942      | 3,87            | La chapelle est classée au titre des monuments historiques. | 43° 07′ 40″ N, 0° 58′ 05″ E |       |
| Vallée de Melles                                                                    | Melles                                                                              | 26 janvier 1977   | 4 590,85        | | 42° 52′ 44″ N, 0° 48′ 04″ E |       |
| Butte et château                                                                    | Montbrun-Bocage                                                                     | 9 novembre 1944   | 4,81            | | 43° 07′ 44″ N, 1° 16′ 11″ E |       |
| Place de la Halle et ses abords                                                     | Montesquieu-Volvestre                                                               | 10 mars 1944      | 2,15            | | 43° 12′ 29″ N, 1° 13′ 47″ E |       |
| Halle, place Valentin-Abeille, immeubles qui la bordent                             | Montréjeau                                                                          | 1er mars 1943     | 0               | | 43° 05′ 08″ N, 0° 34′ 07″ E |       |
| Parc du château de Valmirande                                                       | Montréjeau                                                                          | 28 juin 1979      | 40,6            | Le château est classé au titre des monuments historiques. | 43° 05′ 05″ N, 0° 32′ 29″ E |       |
| Tour à signaux, rocher de Cra-Cassau et leurs abords                                | Moustajon                                                                           | 17 août 1944      | 4,52            | | 42° 48′ 49″ N, 0° 35′ 38″ E |       |
| Église romane, cimetière et abords, montée du cimetière, place de l'Église          | Oô                                                                                  | 12 mars 1943      | 0,62            | | 42° 47′ 54″ N, 0° 30′ 23″ E |       |
| Tour à signaux de Castet et ses abords                                              | Oô                                                                                  | 6 septembre 1943  | 0,41            | La tour est inscrite au titre des monuments historiques. | 42° 47′ 58″ N, 0° 30′ 31″ E |       |
| Village de Palaminy                                                                 | Palaminy                                                                            | 25 janvier 1943   | 2,63            | | 43° 12′ 07″ N, 1° 04′ 06″ E |       |
| Cascade de la Tonne et ses abords                                                   | Palaminy, Saint-Michel                                                              | 24 janvier 1955   | 13,7            | | 43° 10′ 36″ N, 1° 04′ 18″ E |       |
| Château et son parc                                                                 | Pibrac                                                                              | 25 octobre 1944   | 15,86           | Le château est classé au titre des monuments historiques. | 43° 37′ 06″ N, 1° 17′ 17″ E |       |
| Esplanade, plan d'eau du canal et du Ger, pont, lande                               | Pointis-Inard                                                                       | 21 octobre 1943   | 2,72            | | 43° 05′ 05″ N, 0° 48′ 46″ E |       |
| Abords de l'église fortifiée                                                        | Poucharramet                                                                        | 16 mars 1940      | 0,65            | | 43° 25′ 00″ N, 1° 10′ 28″ E |       |
| Place centrale et immeubles à galeries couvertes qui la bordent                     | Revel                                                                               | 8 mars 1943       | 1,36            | | 43° 27′ 31″ N, 2° 00′ 16″ E |       |
| Cathédrale, évêché, rue de l'Évêché, place des Halles, Arize et abords              | Rieux-Volvestre                                                                     | 11 octobre 1943   | 5,26            | La cathédrale est classée au titre des monuments historiques. | 43° 15′ 28″ N, 1° 12′ 10″ E |       |
| Rue du Moulin : maisons en pans de bois                                             | Rieux-Volvestre                                                                     | 11 octobre 1943   | 0,07            | | 43° 15′ 24″ N, 1° 12′ 11″ E |       |
| Rue du Sac : maisons anciennes à pans de bois, mur et remise                        | Rieux-Volvestre                                                                     | 11 avril 1944     | 0,1             | | 43° 15′ 26″ N, 1° 12′ 08″ E |       |
| Église et pont                                                                      | Roumens                                                                             | 30 mars 1955      | 0,26            | | 43° 27′ 48″ N, 1° 55′ 42″ E |       |
| Abords de l'église et du cimetière                                                  | Saccourvielle                                                                       | 18 juin 1943      | 0,29            | L'église est classée au titre des monuments historiques. | 42° 48′ 56″ N, 0° 33′ 44″ E |       |
| Tour de Castel Blancat et piton rocheux qu'elle domine                              | Saccourvielle                                                                       | 3 novembre 1944   | 0,66            | | 42° 48′ 29″ N, 0° 33′ 53″ E |       |
| Chapelle de Saint-Aventin et ses abords                                             | Saint-Aventin                                                                       | 3 novembre 1944   | 0               | | 42° 48′ 18″ N, 0° 33′ 36″ E |       |
| Église, cimetière, pont de marbre, plan d'eau de la Garonne et ses rives            | Saint-Béat-Lez                                                                      | 10 septembre 1943 | 2,18            | L'église est classée au titre des monuments historiques. | 42° 54′ 54″ N, 0° 41′ 33″ E |       |
| Ruines du château féodal et ses enceintes                                           | Saint-Béat-Lez                                                                      | 24 décembre 1943  | 0,19            | | 42° 54′ 59″ N, 0° 41′ 31″ E |       |
| Tour à signaux et mamelon boisé                                                     | Saint-Béat-Lez                                                                      | 23 octobre 1944   | 0,71            | | 42° 54′ 40″ N, 0° 42′ 05″ E |       |
| Totalité du territoire des communes de Saint-Bertrand-de-Comminges et de Valcabrère | Saint-Bertrand-de-Comminges, Valcabrère                                             | 17 août 1979      | 1 289,4         | | 43° 01′ 19″ N, 0° 33′ 36″ E |       |
| Parc du château                                                                     | Saint-Élix-le-Château                                                               | 18 novembre 1946  | 49,96           | Le château est inscrit au titre des monuments historiques. | 43° 16′ 41″ N, 1° 08′ 00″ E |       |
| Butte des Trois-Moulins                                                             | Saint-Félix-Lauragais                                                               | 4 février 1943    | 2,39            | | 43° 27′ 04″ N, 1° 53′ 27″ E |       |
| Chapelle Saint-Roch, cimetière et leurs abords                                      | Saint-Félix-Lauragais                                                               | 31 décembre 1942  | 1,1             | | 43° 27′ 01″ N, 1° 52′ 57″ E |       |
| Château, anciens remparts, promenade publique et leurs abords                       | Saint-Félix-Lauragais                                                               | 25 février 1943   | 1,8             | Le château et les remparts sont inscrits au titre des monuments historiques. | 43° 26′ 55″ N, 1° 53′ 23″ E |       |
| Place de la Mairie, maisons qui l'entourent, croix de mission                       | Saint-Félix-Lauragais                                                               | 4 mars 1943       | 1,23            | La croix est inscrite au titre des monuments historiques. | 43° 26′ 56″ N, 1° 53′ 13″ E |       |
| Plateau des Fourches : ligne de cyprès                                              | Saint-Félix-Lauragais                                                               | 31 décembre 1942  | 2,06            | | 43° 26′ 41″ N, 1° 52′ 33″ E |       |
| Plateau des Fourches : maisonnette et bosquet de cyprès et de cèdres                | Saint-Félix-Lauragais                                                               | 31 décembre 1942  | 0,88            | | 43° 26′ 23″ N, 1° 52′ 59″ E |       |
| Plateau de la Caoue                                                                 | Saint-Gaudens                                                                       | 11 juillet 1942   | 16,84           | L'oratoire Notre-Dame-de-la-Caoue, situé sur la zone protégée, est inscrit au titre des monuments historiques. | 43° 06′ 28″ N, 0° 42′ 26″ E |       |
| Plantations de platanes, pont, plan d'eau de la Save, vierge en bois                | Saint-Laurent                                                                       | 17 juillet 1944   | 0,3             | | 43° 19′ 35″ N, 0° 47′ 54″ E |       |
| Piton de Montpezat                                                                  | Saint-Martory                                                                       | 22 septembre 1942 | 23,94           | | 43° 08′ 56″ N, 0° 56′ 36″ E |       |
| Pont sur la Garonne et ses abords                                                   | Saint-Martory                                                                       | 23 octobre 1942   | 5,54            | Le pont est inscrit au titre des monuments historiques. | 43° 08′ 33″ N, 0° 55′ 50″ E |       |
| Place de l'Église et ses abords                                                     | Saint-Orens-de-Gameville                                                            | 22 octobre 1942   | 3,9             | | 43° 33′ 12″ N, 1° 32′ 37″ E |       |
| Lac                                                                                 | Saint-Pé-d'Ardet                                                                    | 7 octobre 1931    | 2,06            | | 42° 59′ 20″ N, 0° 40′ 25″ E |       |
| Place du Capitole et ses abords                                                     | Saint-Sulpice-sur-Lèze                                                              | 10 juin 1965      | 2,88            | | 43° 19′ 42″ N, 1° 19′ 20″ E |       |
| Ruines féodales (chapelle, donjon, remparts) et leurs abords                        | Salies-du-Salat                                                                     | 22 septembre 1942 | 6,27            | | 43° 06′ 21″ N, 0° 57′ 37″ E |       |
| Deux platanes en face de l'église et leurs abords immédiats                         | Salles-sur-Garonne                                                                  | 15 octobre 1945   | 0,1             | | 43° 16′ 34″ N, 1° 10′ 35″ E |       |
| Château et ses abords                                                               | Tarabel                                                                             | 26 avril 1946     | 2,42            | | 43° 30′ 43″ N, 1° 40′ 37″ E |       |
| Bois de Limayrac et abords, comprenant les domaines de Filaire et Martini           | Toulouse                                                                            | 26 octobre 1942   | 26,55           | | 43° 35′ 23″ N, 1° 29′ 19″ E |       |
| Domaine de Candie à Lafourguette, ferme fortifiée et parc                           | Toulouse                                                                            | 22 octobre 1942   | 18,68           | | 43° 32′ 32″ N, 1° 23′ 30″ E |       |
| Place du Capitole et rues Saint-Rome et des Changes : ensemble urbain               | Toulouse                                                                            | 25 mai 1943       | 5,55            | | 43° 36′ 10″ N, 1° 26′ 37″ E |       |
| Place Charles-Laganne et ses abords : façades, élévations, toitures des immeubles   | Toulouse                                                                            | 23 octobre 1942   | 4,96            | | 43° 35′ 53″ N, 1° 26′ 11″ E |       |
| Place Mage et ses abords                                                            | Toulouse                                                                            | 14 février 1944   | 1,64            | | 43° 35′ 50″ N, 1° 26′ 52″ E |       |
| Place intérieure Saint-Cyprien : façades, toitures des immeubles la bordant         | Toulouse                                                                            | 18 avril 1944     | 0,22            | | 43° 35′ 53″ N, 1° 25′ 55″ E |       |
| Place Wilson : sol de la place                                                      | Toulouse                                                                            | 30 juillet 1946   | 2,76            | | 43° 36′ 18″ N, 1° 26′ 51″ E |       |
| Platane sur la place Anatole-France                                                 | Toulouse                                                                            | 24 avril 1944     | 0,03            | | 43° 36′ 22″ N, 1° 26′ 18″ E |       |
| Quartier parlementaire de la Dalbade                                                | Toulouse                                                                            | 8 mai 1944        | 3,37            | | 43° 35′ 48″ N, 1° 26′ 33″ E |       |
| Remparts anciens, jardin public du boulevard Armand-Duportal et sol                 | Toulouse                                                                            | 2 juillet 1946    | 0,76            | Les remparts sont inscrits au titre des monuments historiques. | 43° 36′ 28″ N, 1° 26′ 06″ E |       |
| Rives de la Garonne                                                                 | Toulouse                                                                            | 5 avril 1943      | 89,71           | La zone protégée s'étend du nord de l'île du Ramier au pont des Catalans | 43° 35′ 55″ N, 1° 26′ 09″ E |       |
| Sol du Grand Rond et des allées                                                     | Toulouse                                                                            | 4 mars 1933       | 11,99           | | 43° 35′ 44″ N, 1° 27′ 08″ E |       |
| Chapelle ancienne, cimetière et leurs abords                                        | Vaudreuille                                                                         | 9 décembre 1942   | 6,4             | | 43° 25′ 24″ N, 1° 58′ 49″ E |       |
| Château de Rigaud avec son parc                                                     | Vaudreuille                                                                         | 9 décembre 1942   | 24,56           | | 43° 25′ 40″ N, 1° 58′ 32″ E |       |

#### Anciens sites
Trois sites, précédemment inscrits, ont été radiés en 2022 en raison de leur état de dégradation irréversible :
- Gragnague : places de la Mairie et de l'Église avec leur végétation
- Toulouse :
  - Pont des États sur le Touch, vestiges du moulin à vent et leurs abord
  - Site de l'embouchure : plans d'eau, chaussées, allées, prairies, plantations